# Moderna museets vänner
Moderna Museets Vänner är en stödförening till Moderna Museet som arbetar för att utöka museets samlingar. Den grundades 1953 och har sedan dess donerat närmare 100 konstverk till museet. Tonvikten har legat på förvärv av samtida konstverk av internationella konstnärer. Föreningen delar ut Moderna museets vänners skulpturpris.